# Richard Kraut
Richard Kraut (* 27. Oktober 1944 in Brooklyn, New York City) ist ein US-amerikanischer Philosoph und Philosophiehistoriker auf dem Gebiet der antiken Philosophie.
Kraut erwarb 1965 den B.A. in Philosophie an der University of Michigan und 1969 den Ph.D. in Philosophie an der Princeton University bei Gregory Vlastos. Darauf war er zunächst von 1969 bis 1976 Assistant Professor, von 1976 bis 1983 Associate Professor und von 1983 bis 1995 Professor of Philosophy an der University of Illinois at Chicago, bevor er 1995 als Professor of Philosophy an die Northwestern University wechselte. Von 1997 an ist er zugleich Professor of Classics. 2000 wurde er zum Charles E. and Emma H. Morrison Professor in the Humanities ernannt. Inzwischen ist er emeritiert.
Kraut arbeitet zur zeitgenössischen Ethik und politischen Philosophie sowie zur antiken Philosophie, insbesondere zu Sokrates, Platon, Aristoteles und zur antiken Eudämonie.
2006 wurde er in die American Academy of Arts and Sciences gewählt. 2008–2009 hatte er die Starr Fellowship der Lady Margaret Hall, Oxford University, inne und er war 2016–2017 Visiting Fellow des Corpus Christi College ebenda.

## Schriften (Auswahl)
Monographien
- Socrates and the State. Princeton University Press, Princeton NJ u. a. 1984, ISBN 0-691-07666-9.
- Aristotle on the Human Good. Princeton University Press, Princeton NJ 1989, ISBN 0-691-07349-X.
- Aristotle Politics: Books VII and VIII. Clarendon Press, Oxford u. a. 1997, ISBN 0-19-875113-3 (Übersetzung mit Kommentar).
- Aristotle. Political Philosophy. Oxford University Press, Oxford u. a. 2002, ISBN  0-19-878200-4.
- What is Good and Why. The Ethics of Well-Being. Harvard University Press, Cambridge MA u. a. 2007, ISBN 978-0-674-02441-0.
- Plato. = How to Read Plato. Granta Books, London 2008, ISBN 978-1-84708-032-5.
- Against Absolute Goodness. Oxford University Press, Oxford u. a. 2011, ISBN 978-0-19-984446-3.
- The Quality of Life. Aristotle Revised. Oxford University Press, Oxford 2018, ISBN 978-0-19-882884-6.

Herausgeberschaften
- The Cambridge Companion to Plato. Cambridge University Press, Cambridge u. a. 1992, ISBN 0-521-43018-6.
- Plato’s Republic. Critical Essays. Rowman & Littlefield, Lanham MD u. a. 1997, ISBN 0-8476-8493-8.
- mit Steven Skultety: Aristotle’s Politics. Critical Essays. Rowman & Littlefield, Lanham MD u. a. 2005, ISBN 0-7425-3424-3.
- The Blackwell Guide to Aristotle’s Nicomachean Ethics. Blackwell, Malden MA u. a. 2006, ISBN 1-4051-2020-7.